# Ryan St. Onge
Ryan St. Onge (Hartford, 7 de febrero de 1983) es un deportista estadounidense que compitió en esquí acrobático, especialista en la prueba de salto aéreo.
Ganó una medalla de oro en el Campeonato Mundial de Esquí Acrobático de 2009. Participó en dos Juegos Olímpicos de Invierno, ocupando el cuarto lugar en Vancouver 2010 y el 16.º en Turín 2006.

## Medallero internacional
| Campeonato Mundial | Campeonato Mundial | Campeonato Mundial | Campeonato Mundial |
| Año                | Lugar              | Medalla            | Competición        |
| ------------------ | ------------------ | ------------------ | ------------------ |
| 2009               | Inawashiro (Japón) | Medalla de oro     | Salto aéreo        |